# Hans Dietrich von Holleuffer
Hans Dietrich von Holleuffer (* 14. März 1855 in Zeitz; † 28. Dezember 1902 in Düsseldorf) war ein deutscher Verwaltungsjurist. In den 1890er Jahren saß er im Deutschen Reichstag.

## Leben
Er war Angehöriger des Adelsgeschlechts von Holleuffer. Seine Eltern waren Albert von Holleuffer (* 1. August 1803; † 16. Juni 1874) und dessen zweite Ehefrau Bertha von Baerenstein. Sein Vater war Wirklicher Geheimer Rat und Staatsminister im Fürstentum Schwarzburg-Sondershausen.
Holleuffer besuchte die Gymnasien in Dessau, Hof (Saale) und Dresden. Nach dem Abitur begann er an der Universität Leipzig Rechtswissenschaft und Staatswissenschaften zu studieren. 1873 wurde er im Corps Budissa aktiv. Als Inaktiver wechselte er an die Friedrich-Wilhelms-Universität zu Berlin. 1879 wurde er Regierungsreferendar und Regierungsassessor in Liegnitz. Er verwaltete von 1883 bis 1895 das Landratsamt Löwenberg und war Mitglied des Provinziallandtages der Provinz Schlesien. 1895 wechselte er als Hilfsarbeiter ins Preußische Innenministerium, wo er 1896 zum Geheimen Regierungsrat ernannt wurde. Ab 1899 bis zu seinem Tode war er Regierungspräsident im Regierungsbezirk Düsseldorf.
Als Mitglied der Deutschkonservativen Partei war er von September 1892 bis 1896 Mitglied des Deutschen Reichstags für den Wahlkreis Regierungsbezirk Liegnitz 5 Löwenberg.

## Familie
Verheiratet war er seit 1. März 1884 mit Charlotte geb. von L’Estocq (* 24. Juni 1860 in Potsdam; † 1. Januar 1891), der Tochter des späteren Generalleutnants Anton Wilhelm Karl von L’Estocq. Das Paar hatte mehrere Kinder:
- Sybille Charlotte Bertha Marie (1885–1891),
- Christine Elisabeth (* 21. Mai 1886),
- Hans Ferdinand (* 26. Juni 1888), ⚭ 1922 Erika Freiin von Kleist (* 4. März 1898),
- Horst Lothar (* 27. November 1890).

Nach dem Tod seiner ersten Frau heiratete er am 9. Januar 1899 Marie von Helldorff (* 11. April 1866). Das Paar hatte einen Sohn:
- Hans Heinrich (* 25. November 1899).